# Eriosema rugosum
Eriosema rugosum là một loài thực vật có hoa trong họ Đậu. Loài này được M. Sousa & O. Téllez miêu tả khoa học đầu tiên năm 1993.